# IPadOS 15
iPadOS 15 es la decimoquinta actualización importante del sistema operativo iPadOS desarrollado por Apple para sus prototipos de iPad y su subserie: iPad Pro, iPad Air y iPad Mini. La última versión de iPadOS, se anunció en la Conferencia Mundial de Desarrolladores (WWDC) de la compañía el 7 de junio de 2021 junto con iOS 15.

## Dispositivos soportados
Todos los dispositivos compatibles con las versiones anteriores, iPadOS 13 y iPadOS 14, también son compatibles con iPadOS 15. Esto incluye:
- iPad Air 2
- iPad Air (Tercera generación)
- iPad Air (Cuarta generación)
- iPad (Quinta generación)
- iPad (Sexta generación)
- iPad (Séptima generación)
- iPad (Octava generación)
- iPad (Novena generación)
- iPad Mini 4
- iPad Mini (Quinta generación)
- iPad Pro (1.ª generación)
- iPad Pro (2.ª generación)
- iPad Pro (Tercera generación)
- iPad Pro (Cuarta generación)
- iPad Pro (Quinta generación)